# منطقه شکارممنوع دربندمشکول
منطقه شکارممنوع دربند مشکول در قسمت جنوب استان اردبیل و در مرز شهرستان گیوی در اطراف رودخانه بزرگ و دایمی قزل اوزن قرار داشته که پس از ده سال با تصویب شورای عالی حفاظت محیط زیست به منطقه حفاظت شده دربندمشکول ارتقا یافت. این منطقه به دلیل داشتن گونه‌های مختلف جانوری تحت حفاظت قرار گرفته‌است. این منطقه با وسعت ۱۰۲۸۳ هکتار حدود ۱۵۰۰ متر از سطح دریا ارتفاع دارد. این منطقه از شمال با شهرستان اردبیل، از شرق با شهرستان خلخال، از غرب و جنوب با شهرستان‌های نیر و میانه همسایه‌است. هم‌مرزی این زیستگاه با دو زیستگاه، منطقه حفاظت شده آق داغ خلخال و منطقه شکار ممنوع کاغذ کنان میانه و برخورداری از محیط طبیعی و همچنین وجود رودخانه دایمی قزل اوزن، منبع تغذیه حیات وحش و پوشش گیاهی خوبی به منطقه بخشیده‌است. منطقه دربند مشکول در ۵۰ کیلومتری شهر گیوی مرکز شهرستان کوثر قرار دارد و وسعت آن ۱۰۲۸۳ هکتار است.

## روستاها و آبادی‌های داخل محدوده منطقه شکار ممنوع دربند مشکول
1. روستای مشکول
2. روستای افشار علیا
3. روستای افشار سفلی (خالی از سکنه)
4. روستای امیرآباد
5. روستای هشین
6. روستای ام آباد
7. روستای علاءالدین
8. روستای ناطور
9. روستای شرف آباد
10. روستای اصفهاباد(اصبوا)
11. روستای خلفه چای
12. روستای دوگر
13. روستای خط پرست
14. روستای مزرعه
15. روستای قوسجین
16. روستای شمس‌آباد
17. روستای کاوان
18. روستای کجل
19. روستای دیز
20. آبادی پیرتقی (روستای غیررسمی)
21. آبادی کلک چمی (روستای غیررسمی)

## روستاها و آبادی‌های خارج و حاشیه محدوده منطقه شکار ممنوع دربند مشکول
1. روستای فیروزآباد
2. روستای زناب
3. روستای کهبنان
4. روستای گلیجان
5. روستای بنه خلخال
6. روستای لیکوان
7. روستای بورستان
8. روستای زند
9. روستای زاویه زرج آباد
10. روستای هیش آباد
11. روستای کهورین
12. روستای میندیگین
13. روستای کزج
14. آبادی گووجی (روستای غیررسمی)